# Priječani
Priječani (cyr. Пријечани) – wieś w Bośni i Hercegowinie, w Republice Serbskiej, w mieście Banja Luka. W 2013 roku liczyła 1992 mieszkańców.